# 恐怖の墓所
恐怖の墓所（きょうふのぼしょ、英: Tomb of Horrors）はゲイリー・ガイギャックスがダンジョンズ&ドラゴンズ（D&D）ロールプレイングゲーム向けに書いたアドベンチャーである。元々は1975年のOrigins 1コンベンション向けに書かれたもので、どんなチャレンジにも打ち勝てる強力なプレイヤーキャラクターを持っていると豪語する熟練プレイヤーの腕を試すことを目的としてデザインされた。スペシャルなシリーズを意味する「Sシリーズ」の第一作であり「S1」のコードが付けられている。これまでにいくつかのバージョンが出版されており、初版は1978年、最新版は2017年に出版されたD&D第5版向けのシナリオ集 Tales from the Yawning Portal（日本版は2019年に出版された『大口亭綺譚』）に収録されている。また2002年に出版された小説の原案にもなった。
モジュールのプロットはデミリッチアサーラックの墓を中心に展開される。プレイヤーキャラクターはアサーラックの破壊をめざし、多様な怪物との戦闘やトラップを通り抜けなければならない。本作は2004年のダンジョン誌のランキング企画「D&D歴代ベストアドベンチャー30」で3位に選ばれるなど名高いモジュールのひとつと見なされている。また、もっとも難易度の高いモジュールのひとつとしても知られている。後のダンジョンズ&ドラゴンズ製品に影響を与え、Sシリーズの他の三つのモジュール、S2 White Plume Mountain、S3 Expedition to the Barrier Peaks、S4 Lost Caverns of Tsojcanth が後に続いた。

## プロット要約
「恐怖の墓所」は、D&Dのキャンペーン・セッティングであるワールド・オブ・グレイホークの中のセットである。「恐怖の墓所」の中で、死せる魔術師の墓に侵入しようとした冒険者たちは数々のトリックと罠に遭遇する。シナリオの開始時に、プレイヤーたちは悪の魔術師 アサーラックがアンデッドの姿となって古代の墓地に生きながらえていることを聞かされる。もとより強い力を持ったリッチであったアサーラックは、（プレイヤーに知られずに）頭蓋骨以外の肉体すら必要としない、アンデッドのより強力な形態であるデミリッチと化していた。プレイヤーキャラクターは墓所の中の致死性の罠から生き残り、精巧に隠された聖域への血路を開いて、デミリッチを打ち倒さなければならない。
モジュールは33の遭遇に分割されており、墓所への2つの偽物の入口から始まり、「デミリッチ・アサーラックの地下聖堂」で終わる。遭遇例としては「200本のスパイクで満たされた巨大な落とし穴」（セクション20）や、22番目の遭遇「金銀の霧の洞窟」：「霧は銀色で、ほのかな金色の流れに満ちている。視界は6フィートしかない。検出された場合はおぼろげに善良なオーラがある。これらの霧に足を踏み入れたものは毒に対するセーヴィング・スローをしなければならない。さもなければ温かい太陽の下の大地で清浄な空気を吸いこむことができるまで馬鹿者になる。」などである。モジュールはアサーラックの破壊で終わり、いかなる後書きもない。

## 出版履歴
「恐怖の墓所」は、1975年のOrigins 1コンベンションでのD&Dトーナメントプレイのためにゲイリー・ガイギャックスによって書かれた。ガイギャックスはオリジナルAD&Dのプレイテスターの一人であるAlan Lucienのアイデアからアドベンチャーを構築した。ガイギャックスが本作をデザインした目的は二つあった。ガイギャックス自身の説明によれば、第一に、「私のキャンペーンの中には何人か超熟練のプレイヤーたちがいて、これは彼らの腕前と──その時点で無敵さを誇っていたキャラクターの耐久性に対する更なる挑戦を意図したものだった。具体的に言えば、ロブ・クンツのキャラクターen:Robilarとアーニー・ガイギャックスのキャラクターen:Tenserの行く手をはばみたいと思っていた」ため、第二に「AD&Dのいかなるチャレンジも打ち負かせると豪語するファン（プレイヤー）に備える」ためだったという。
1978年、TSR, Inc.は、本作をAD&D第1版ルール用に改訂し出版した。20ページの本と12ページの本、そして外装（初版は2色刷りの表紙だった）から構成されており、冒険が進むにつれプレイヤーに表示されるイラスト本が特色となっている。1981年には、32ページの同内容のブックレットに新しくフルカラーの表紙を付けて再発行された。本作は高水準のシナリオシリーズの第一弾として評され、1987年に製作された要約再編集版であるen:Realms of Horrorにも盛り込まれた。
1998年、本作はAD&D第2版ルール用のen:Return to the Tomb of Horrors（大幅に拡大された、元のモジュールの続編）の一部として再版された。
ウィザーズ・オブ・ザ・コーストは2005年のハロウィン向けに、オリジナル版をアップデートしたバージョン（オリジナル版の内容を多く残しており、アップデート部分はD&Dサプリメントen:Libris Mortisからのもの）をフリーダウンロードコンテンツとしてリリースした。このアップデート版はD&D3.5版ルール用にデザインされたものである。また、「恐怖の墓所」はKeith Francis Strohmの同名の小説にノベライズされ、「グレイホーク・クラシック・シリーズ」（Greyhawk Classics series）としてウィザーズ・オブ・ザ・コーストから2002年に出版された。
2010年7月、ウィザーズ・オブ・ザ・コーストは「恐怖の墓所」の名前に関連した2つのアドベンチャーをリリースした。ひとつはで、en:Ari Marmellとen:Scott Fitzgerald Gray執筆のハードカバーのスーパーアドベンチャーで、Return to the Tomb of Horrorsを出発点として用いて、オリジナルの墓の伝説を拡大発展させたものである。2つめの「恐怖の墓所」はScott Fitzgerald Gray執筆の、オリジナルのモジュールをD&D第4版ルール向けに変換しアップデートしたもので、ダンジョンマスター報償プログラムの一部としてRPGAのメンバーにリリースされた。
2013年3月19日、Sシリーズの全4作を収録したハードカバーコレクション Dungeons of Dread がリリースされた。Lawrence Schickは序文でこのように書き記した。「デミリッチ・アサーラックのダンジョンは、ガイギャックスにとっては一種の思考実験だった。もし不死の魔術師が、欲深な冒険者の略奪から墓所を本当に守りたいと思っていたらどうするだろう。答えは当然、侵入者を（試すのではなく）抹殺するための仕掛けや罠を設置して地下聖堂を守る、のはずだ。もっと言えば、確固たる意志で臨んだパーティ以外は、諦めて、そっとしておこうと思うような壮絶なやり方を用いる、になるはずだ。」
2017年、第5版向けにアップデートされた「恐怖の墓所」が収録されたシナリオ集『大口亭綺譚』（Tales from the Yawning Portal）が再リリースされた（日本語版は2019年出版）。

## 評判
「恐怖の墓所」は2004年のダンジョン誌の「D&D歴代ベストアドベンチャー30」（30 Greatest D&D Adventures of All Time）で3位に位置付けられた。Dungeon Master for Dummiesは「恐怖の墓所」を10のベスト・クラシック・アドベンチャーのリストに挙げ、冒険の罠の多くはただ選択を誤ったというだけで容易にキャラクターを殺すだろうと示唆した。Lawrence Schickは1991年に彼の本Heroic Worldsで、アドベンチャーを「とても難解なシナリオだ」と呼んだ。
Don Turnbullがホワイトドワーフ誌13号で「恐怖の墓所」をレビューし、モジュールを10のうち10の評価を与えた。Turnbullはアドベンチャーの難易度についてコメントし、そのダンジョンを「繊細で広範囲に散りばめられた、陰湿かつ慎重に敷設された罠、そしてそれをどうにか回避できれば、彼らは幸運な冒険者になる」と指摘した。彼はイラストブックレットが冒険に多大な雰囲気を追加することを感じ、作成済みのキャラクター名簿が有用であることも感じた。Turnbullは「DMが前もって学ぶことは、適切にそれを実行する必須の前提条件だが、これはGまたはDモジュールよりもはるかに悪賢く、非常に難しいと難しいだろう」とモジュールを註釈し、そして彼は、このモジュールは「優れたフォーマット、例として、包括的なシナリオを導入する方法。TSRの高品質はどのような方法でも妥協されたおらず、このS1モジュールでも大幅に改善されている」と、これらのモジュールに共通して持っていることを言った。
en:SF SiteのWayne MacLaurinはこのモジュールを「古典」にしてゲーマー「必携」と記述し、彼は高校時代にゲームをプレイしたときに、彼のグループのキャラクターのほとんどはすぐに死んだと言った。MacLaurinは「恐怖の墓所」が古典なのは難しさのためではなく、大量のモンスターを殺害することに関与しなかった最初のモジュールだったからである、それは「パズルと地図のコレクション」だったとその理由を説明した。本作がトラップをモンスターよりも重視したことは、当時のゲーマーには驚きだった。死の罠を乗り越えるために一部のプレイヤーが使用したテクニックのひとつは、彼らの前に自分たちの所有する牛を歩かせることで、Wiredのen:Lore Sjöbergは「いささか英雄的とは言いかねる」と記述し、「指輪物語」のガンダルフがバルログの餌として機能する牛50頭をモリアの坑道へ送ることができなかったことを指摘した。
「恐怖の墓所」はまた、後の「ダンジョンズ&ドラゴンズ」製品に影響を与えた。en:Jason Bulmahnは2007年のD&Dサプリメントen:Dungeonscapeにて、一部の罠のためのインスピレーションとして、モジュールと同様にインディ・ジョーンズを使用した。en:Black Isle Studios開発のコンピューターRPGen:Icewind Daleも本作の影響を受けている。Black Isle Studios部門ディレクターのen:Feargus Urquhartは「私たちは、恐怖の墓所のような、隅々に罠があり、壁の外にアンデッドがうろついているダンジョンへの最初の冒険の時のことをみんなが思い出すような何かを求めていた」と話した。
「恐怖の墓所」はアーネスト・クラインの小説『ゲームウォーズ』（原題：Ready Player One）で重要な役割を担っている。この小説は本モジュールのファンだった男が作成した仮想現実の世界を舞台としている。

## 書誌情報
- ゲイリー・ガイギャックス (1981年). S1 Tomb of Horrors. TSRゲームズ. ISBN 0-935696-12-1
- ゲイリー・ガイギャックス, ローレンス・シック (1987年9月). S1-4 Realms of Horror. TSR. ISBN 0-88038-486-7 S1、S2、S3、S4を全て合わせた再編集モジュール。
- アリ・マーメル、スコット・フィッツジェラルド・グレイ『恐怖の墓所』桂令夫、岡田伸、楯野恒雪（訳）、ホビージャパン、2012年9月。ISBN 978-4-7986-0461-9。